# Maria Koningin van de Vredekerk (Vredepeel)
De Maria Koningin van de Vredekerk is de parochiekerk van Vredepeel, gelegen aan Johan van Stalbergweg 4.

## Geschiedenis
De ontginningen in de Peel, ook na de Tweede Wereldoorlog voortgezet, deden het aantal inwoners van Vredepeel en omgeving toenemen. In 1961 werd een rectoraat opgericht voor de toen 340 parochianen.
De nieuwe kerk, ontworpen door Jan Magis, werd in 1963 ingezegend.

## Gebouw
Het betreft een rechthoekige bakstenen zaalkerk, waarnaast een open stalen klokkentoren die prefab in een fabriek werd vervaardigd. Er is plaats voor 140 gelovigen. De kerk heeft een plat dak.
Het interieur oogt sober en strak, op enkele heiligenbeelden na. Er is een klein Vermeulen-orgel uit 1964. De kruiswegstaties zijn afkomstig van de Vredeskerk te Venray, welke onttrokken werd aan de eredienst.